# Chrościanka (Holonki)
Chrościanka – kolonia, część wsi Holonki, położona w Polsce, w województwie podlaskim, w powiecie bielskim, w gminie Brańsk.
W latach 1975–1998 miejscowość należała administracyjnie do województwa białostockiego.
Wierni kościoła rzymskokatolickiego należą do parafii Świętych Apostołów Piotra i Pawła w Dołubowie.